# Psittacanthus kempffii
Psittacanthus kempffii är en tvåhjärtbladig växtart som beskrevs av Kuijt. Psittacanthus kempffii ingår i släktet Psittacanthus och familjen Loranthaceae. Inga underarter finns listade i Catalogue of Life.